# Resultaten van de talentelling per gemeente van de provincie Limburg
De talentelling was een onderdeel van de tienjaarlijkse volkstelling die in België werd gehouden vanaf 1846. Bedoeling van de telling was in het meertalige België na te gaan waar en door hoeveel welke taal en/of talen gesproken werden.
De resultaten van de talentelling en dan vooral deze van Brussel en de taalgrensgemeenten hebben in België een grote rol gespeeld in de afwikkeling van de communautaire conflicten tussen Nederlands- en Franstaligen.
Hieronder staan in tabelvorm de resultaten voor de tellingen van 1846 tot 1947 voor alle gemeenten van de provincie Limburg, die bij minstens een van de tellingen meer dan 5.000 inwoners hadden. De gemeenten zijn gerangschikt per arrondissement waartoe zij bij de laatste telling van 1947 behoorden. Een aantal gemeenten werd nadien bij de wettelijke vastlegging van de taalgrens naar een andere provincie of arrondissement overgeheveld.

## Opmerkingen bij de cijfers
Kinderen tot de leeftijd van twee jaar werden voor de tellingen van 1846 tot en met 1890 opgeteld bij de taal die gesproken werd in het gezin, vanaf de telling van 1900 werden ze opgenomen in de rubriek "geen".
Bij de telling van 1846 werd gevraagd naar de taal die men sprak, waarbij op het modelformulier vier talen gespecificeerd werden, namelijk: "Hollands/Vlaams", "Frans/Waals", "Duits", "Engels". Er was ook een rubriek "Andere Taal" voorzien, zonder verdere verduidelijking. (Het modelformulier was overigens in het Frans opgesteld).
Vanaf de telling van 1866 vroeg men naar de talen die men kende, waarbij men zich beperkte tot Nederlands, Frans en Duits. Naar kennis van het Engels werd niet langer gepeild. Er was wel een rubriek "geen". Vanaf de telling van 1910 werd behalve naar de kennis ook gevraagd welke taal door de ondervraagde uitsluitend of meestal gesproken werd, zonder te specificeren in welke context (huiskring, beroep, openbaar leven).
Bij de berekening van de aandeel % is de groep "geen" buiten beschouwing gelaten.
Voor de resultaten van 1846 zijn de resultaten voor "Engels" en "Andere Taal" niet opgenomen, wegens te onbeduidend.
De Bron van alle resultaten is het Belgisch Staatsblad.

## Arrondissement Hasselt
Gekende talen
|      | Aantal   | Aantal  | Aantal   | Aantal  | Aantal   | Aantal  | Aantal       | Aantal       | Aandeel  | Aandeel | Aandeel  | Aandeel | Aandeel  | Aandeel | Aandeel      |
| Jaar | enkel nl | fr & nl | enkel fr | de & fr | enkel de | de & nl | de & fr & nl | enkel andere | enkel nl | fr & nl | enkel fr | de & fr | enkel de | de & nl | de & fr & nl |
| ---- | -------- | ------- | -------- | ------- | -------- | ------- | ------------ | ------------ | -------- | ------- | -------- | ------- | -------- | ------- | ------------ |
| 1846 | 75.725   |         | 2.072    |         | 25       |         |              |              | 97,3%    |         | 2,7%     |         | 0,0%     |         |              |
| 1866 | 73.660   | 5.768   | 1.308    | 46      | 58       | 30      | 130          | 25           | 90,9%    | 7,1%    | 1,6%     | 0,1%    | 0,1%     | 0,0%    | 0,2%         |
| 1880 | 70.665   | 8.964   | 3.719    | 159     | 169      | 220     | 134          | 41           | 84,1%    | 10,7%   | 4,4%     | 0,2%    | 0,2%     | 0,3%    | 0,2%         |
| 1890 | 80.302   | 12.227  | 1.849    | 59      | 28       | 59      | 533          | 5            | 84,5%    | 12,9%   | 1,9%     | 0,1%    | 0,0%     | 0,1%    | 0,6%         |
| 1900 | 81.036   | 12.575  | 1.861    | 75      | 29       | 79      | 621          | 5.842        | 84,2%    | 13,1%   | 1,9%     | 0,1%    | 0,0%     | 0,1%    | 0,6%         |
| 1910 | 94.322   | 12.468  | 2.325    | 74      | 92       | 86      | 667          | 6.987        | 85,7%    | 11,3%   | 2,1%     | 0,1%    | 0,1%     | 0,1%    | 0,6%         |
| 1920 | 107.421  | 13.373  | 2.703    | 59      | 21       | 53      | 384          | 6.997        | 86,6%    | 10,8%   | 2,2%     | 0,0%    | 0,0%     | 0,0%    | 0,3%         |
| 1930 | 129.158  | 16.665  | 4.775    | 332     | 3.059    | 1.268   | 1.087        | 14.011       | 82,6%    | 10,7%   | 3,1%     | 0,2%    | 2,0%     | 0,8%    | 0,7%         |
| 1947 | 164.922  | 24.508  | 3.437    | 140     | 2.728    | 1.735   | 4.834        | 16.935       | 81,5%    | 12,1%   | 1,7%     | 0,1%    | 1,3%     | 0,9%    | 2,4%         |

Taal die meestal of uitsluitend gesproken wordt.
|      | Aantal  | Aantal | Aantal | Aandeel | Aandeel | Aandeel |
| Jaar | nl      | fr     | de     | nl      | fr      | de      |
| ---- | ------- | ------ | ------ | ------- | ------- | ------- |
| 1910 | 105.769 | 4.069  | 196    | 96,1%   | 3,7%    | 0,2%    |
| 1920 | 118.921 | 5.065  | 28     | 95,9%   | 4,1%    | 0,0%    |
| 1930 | 144.368 | 7.915  | 3.914  | 92,4%   | 5,1%    | 2,5%    |
| 1947 | 191.897 | 6.792  | 2.996  | 95,1%   | 3,4%    | 1,5%    |

Volgende gemeente werd bij het vastleggen van de taalgrens in 1962 overgeheveld van het arrondissement Hasselt naar het arrondissement Borgworm (Waremme).
Corswarem

### Hasselt
Gekende talen
|      | Aantal   | Aantal  | Aantal   | Aantal  | Aantal   | Aantal  | Aantal       | Aantal       | Aandeel  | Aandeel | Aandeel  | Aandeel | Aandeel  | Aandeel | Aandeel      |
| Jaar | enkel nl | fr & nl | enkel fr | de & fr | enkel de | de & nl | de & fr & nl | enkel andere | enkel nl | fr & nl | enkel fr | de & fr | enkel de | de & nl | de & fr & nl |
| ---- | -------- | ------- | -------- | ------- | -------- | ------- | ------------ | ------------ | -------- | ------- | -------- | ------- | -------- | ------- | ------------ |
| 1846 | 9.295    |         | 309      |         | 5        |         |              |              | 96,7%    |         | 3,2%     |         | 0,1%     |         |              |
| 1866 | 8.375    | 1.392   | 313      | 20      | 39       | 6       | 93           | 0            | 81,8%    | 13,6%   | 3,1%     | 0,2%    | 0,4%     | 0,1%    | 0,9%         |
| 1880 | 9.038    | 2.079   | 334      | 14      | 18       | 11      | 38           | 0            | 78,4%    | 18,0%   | 2,9%     | 0,1%    | 0,2%     | 0,1%    | 0,3%         |
| 1890 | 9.362    | 3.206   | 358      | 12      | 20       | 26      | 266          | 0            | 70,7%    | 24,2%   | 2,7%     | 0,1%    | 0,2%     | 0,2%    | 2,0%         |
| 1900 | 9.639    | 3.601   | 385      | 30      | 23       | 50      | 355          | 806          | 68,4%    | 25,6%   | 2,7%     | 0,2%    | 0,2%     | 0,4%    | 2,5%         |
| 1910 | 11.926   | 3.381   | 387      | 25      | 15       | 39      | 385          | 937          | 73,8%    | 20,9%   | 2,4%     | 0,2%    | 0,1%     | 0,2%    | 2,4%         |
| 1920 | 15.110   | 2.951   | 361      | 35      | 10       | 4       | 104          | 965          | 81,3%    | 15,9%   | 1,9%     | 0,2%    | 0,1%     | 0,0%    | 0,6%         |
| 1930 | 15.324   | 4.838   | 476      | 4       | 4        | 57      | 425          | 1.168        | 72,5%    | 22,9%   | 2,3%     | 0,0%    | 0,0%     | 0,3%    | 2,0%         |
| 1947 | 19.383   | 6.639   | 279      | 7       | 10       | 133     | 1.497        | 1.281        | 69,4%    | 23,8%   | 1,0%     | 0,0%    | 0,0%     | 0,5%    | 5,4%         |

Taal die meestal of uitsluitend gesproken wordt.
|      | Aantal | Aantal | Aantal | Aandeel | Aandeel | Aandeel |
| Jaar | nl     | fr     | de     | nl      | fr      | de      |
| ---- | ------ | ------ | ------ | ------- | ------- | ------- |
| 1910 | 15.001 | 1.082  | 75     | 92,8%   | 6,7%    | 0,5%    |
| 1920 | 17.165 | 949    | 11     | 94,8%   | 5,1%    | 0,1%    |
| 1930 | 19.515 | 1.519  | 17     | 92,7%   | 7,2%    | 0,1%    |
| 1947 | 26.578 | 1.156  | 12     | 95,8%   | 4,2%    | 0,0%    |

### Diepenbeek
Gekende talen
|      | Aantal   | Aantal  | Aantal   | Aantal  | Aantal   | Aantal  | Aantal       | Aantal       | Aandeel  | Aandeel | Aandeel  | Aandeel | Aandeel  | Aandeel | Aandeel      |
| Jaar | enkel nl | fr & nl | enkel fr | de & fr | enkel de | de & nl | de & fr & nl | enkel andere | enkel nl | fr & nl | enkel fr | de & fr | enkel de | de & nl | de & fr & nl |
| ---- | -------- | ------- | -------- | ------- | -------- | ------- | ------------ | ------------ | -------- | ------- | -------- | ------- | -------- | ------- | ------------ |
| 1846 | 2.788    |         | 0        |         | 0        |         |              |              | 100,0%   |         | 0,0%     |         | 0,0%     |         |              |
| 1866 | 2.977    | 102     | 0        | 9       | 2        | 6       | 1            | 1            | 96,1%    | 3,3%    | 0,0%     | 0,3%    | 0,1%     | 0,2%    | 0,0%         |
| 1880 | 3.108    | 155     | 2        | 0       | 0        | 2       | 3            | 0            | 95,0%    | 4,7%    | 0,1%     | 0,0%    | 0,0%     | 0,1%    | 0,1%         |
| 1890 | 3.456    | 160     | 9        | 3       | 0        | 3       | 11           | 0            | 94,9%    | 4,4%    | 0,2%     | 0,1%    | 0,0%     | 0,1%    | 0,3%         |
| 1900 | 3.506    | 212     | 5        | 2       | 0        | 2       | 13           | 216          | 93,7%    | 5,7%    | 0,1%     | 0,1%    | 0,0%     | 0,1%    | 0,3%         |
| 1910 | 3.762    | 262     | 12       | 5       | 0        | 1       | 17           | 312          | 92,7%    | 6,5%    | 0,3%     | 0,1%    | 0,0%     | 0,0%    | 0,4%         |
| 1920 | 4.249    | 186     | 7        | 0       | 0        | 4       | 4            | 268          | 95,5%    | 4,2%    | 0,2%     | 0,0%    | 0,0%     | 0,1%    | 0,1%         |
| 1930 | 5.041    | 220     | 13       | 1       | 0        | 1       | 19           | 340          | 95,2%    | 4,2%    | 0,2%     | 0,0%    | 0,0%     | 0,0%    | 0,4%         |
| 1947 | 6.847    | 348     | 4        | 0       | 1        | 12      | 38           | 451          | 94,4%    | 4,8%    | 0,1%     | 0,0%    | 0,0%     | 0,2%    | 0,5%         |

Taal die meestal of uitsluitend gesproken wordt.
|      | Aantal | Aantal | Aantal | Aandeel | Aandeel | Aandeel |
| Jaar | nl     | fr     | de     | nl      | fr      | de      |
| ---- | ------ | ------ | ------ | ------- | ------- | ------- |
| 1910 | 4.022  | 30     | 7      | 99,1%   | 0,7%    | 0,2%    |
| 1920 | 4.427  | 23     | 0      | 99,5%   | 0,5%    | 0,0%    |
| 1930 | 5.245  | 50     | 0      | 99,1%   | 0,9%    | 0,0%    |
| 1947 | 7.219  | 27     | 1      | 99,6%   | 0,4%    | 0,0%    |

### Genk
Gekende talen
|      | Aantal   | Aantal  | Aantal   | Aantal  | Aantal   | Aantal  | Aantal       | Aantal       | Aandeel  | Aandeel | Aandeel  | Aandeel | Aandeel  | Aandeel | Aandeel      |
| Jaar | enkel nl | fr & nl | enkel fr | de & fr | enkel de | de & nl | de & fr & nl | enkel andere | enkel nl | fr & nl | enkel fr | de & fr | enkel de | de & nl | de & fr & nl |
| ---- | -------- | ------- | -------- | ------- | -------- | ------- | ------------ | ------------ | -------- | ------- | -------- | ------- | -------- | ------- | ------------ |
| 1846 | 1.776    |         | 0        |         | 0        |         |              |              | 100,0%   |         | 0,0%     |         | 0,0%     |         |              |
| 1866 | 1.783    | 41      | 0        | 0       | 0        | 0       | 3            | 0            | 97,6%    | 2,2%    | 0,0%     | 0,0%    | 0,0%     | 0,0%    | 0,2%         |
| 1880 | 1.980    | 103     | 4        | 0       | 0        | 1       | 0            | 0            | 94,8%    | 4,9%    | 0,2%     | 0,0%    | 0,0%     | 0,0%    | 0,0%         |
| 1890 | 2.252    | 92      | 2        | 0       | 0        | 0       | 11           | 0            | 95,5%    | 3,9%    | 0,1%     | 0,0%    | 0,0%     | 0,0%    | 0,5%         |
| 1900 | 2.248    | 130     | 11       | 3       | 0        | 0       | 3            | 142          | 93,9%    | 5,4%    | 0,5%     | 0,1%    | 0,0%     | 0,0%    | 0,1%         |
| 1910 | 2.830    | 203     | 72       | 8       | 25       | 7       | 31           | 226          | 89,1%    | 6,4%    | 2,3%     | 0,3%    | 0,8%     | 0,2%    | 1,0%         |
| 1920 | 4.875    | 525     | 407      | 0       | 7        | 10      | 13           | 439          | 83,5%    | 9,0%    | 7,0%     | 0,0%    | 0,1%     | 0,2%    | 0,2%         |
| 1930 | 11.665   | 1.497   | 2.026    | 292     | 2.689    | 1.099   | 297          | 5.009        | 59,6%    | 7,7%    | 10,4%    | 1,5%    | 13,7%    | 5,6%    | 1,5%         |
| 1947 | 18.429   | 3.364   | 1.137    | 71      | 2.247    | 1.253   | 1.256        | 6.101        | 66,4%    | 12,1%   | 4,1%     | 0,3%    | 8,1%     | 4,5%    | 4,5%         |

Taal die meestal of uitsluitend gesproken wordt.
|      | Aantal | Aantal | Aantal | Aandeel | Aandeel | Aandeel |
| Jaar | nl     | fr     | de     | nl      | fr      | de      |
| ---- | ------ | ------ | ------ | ------- | ------- | ------- |
| 1910 | 3.023  | 120    | 33     | 95,2%   | 3,8%    | 1,0%    |
| 1920 | 5.252  | 572    | 13     | 90,0%   | 9,8%    | 0,2%    |
| 1930 | 13.414 | 2.675  | 3.476  | 68,6%   | 13,7%   | 17,8%   |
| 1947 | 23.080 | 2.141  | 2.478  | 83,3%   | 7,7%    | 8,9%    |

### Heusden
Gekende talen
|      | Aantal   | Aantal  | Aantal   | Aantal  | Aantal   | Aantal  | Aantal       | Aantal       | Aandeel  | Aandeel | Aandeel  | Aandeel | Aandeel  | Aandeel | Aandeel      |
| Jaar | enkel nl | fr & nl | enkel fr | de & fr | enkel de | de & nl | de & fr & nl | enkel andere | enkel nl | fr & nl | enkel fr | de & fr | enkel de | de & nl | de & fr & nl |
| ---- | -------- | ------- | -------- | ------- | -------- | ------- | ------------ | ------------ | -------- | ------- | -------- | ------- | -------- | ------- | ------------ |
| 1846 | 1.373    |         | 0        |         | 0        |         |              |              | 100,0%   |         | 0,0%     |         | 0,0%     |         |              |
| 1866 | 1.397    | 33      | 5        | 0       | 0        | 0       | 1            | 0            | 97,3%    | 2,3%    | 0,3%     | 0,0%    | 0,0%     | 0,0%    | 0,1%         |
| 1880 | 1.262    | 29      | 1        | 0       | 0        | 0       | 0            | 0            | 97,7%    | 2,2%    | 0,1%     | 0,0%    | 0,0%     | 0,0%    | 0,0%         |
| 1890 | 1.473    | 36      | 4        | 1       | 0        | 0       | 3            | 0            | 97,1%    | 2,4%    | 0,3%     | 0,1%    | 0,0%     | 0,0%    | 0,2%         |
| 1900 | 1.536    | 60      | 6        | 0       | 0        | 0       | 5            | 104          | 95,6%    | 3,7%    | 0,4%     | 0,0%    | 0,0%     | 0,0%    | 0,3%         |
| 1910 | 1.783    | 55      | 6        | 0       | 1        | 0       | 4            | 119          | 96,4%    | 3,0%    | 0,3%     | 0,0%    | 0,1%     | 0,0%    | 0,2%         |
| 1920 | 2.161    | 50      | 0        | 0       | 0        | 0       | 0            | 133          | 97,7%    | 2,3%    | 0,0%     | 0,0%    | 0,0%     | 0,0%    | 0,0%         |
| 1930 | 3.165    | 66      | 139      | 4       | 12       | 1       | 4            | 420          | 93,3%    | 1,9%    | 4,1%     | 0,1%    | 0,4%     | 0,0%    | 0,1%         |
| 1947 | 6.022    | 406     | 83       | 2       | 101      | 30      | 83           | 844          | 89,5%    | 6,0%    | 1,2%     | 0,0%    | 1,5%     | 0,4%    | 1,2%         |

Taal die meestal of uitsluitend gesproken wordt.
|      | Aantal | Aantal | Aantal | Aandeel | Aandeel | Aandeel |
| Jaar | nl     | fr     | de     | nl      | fr      | de      |
| ---- | ------ | ------ | ------ | ------- | ------- | ------- |
| 1910 | 1.837  | 11     | 1      | 99,4%   | 0,6%    | 0,1%    |
| 1920 | 2.211  | 0      | 0      | 100,0%  | 0,0%    | 0,0%    |
| 1930 | 3.227  | 148    | 16     | 95,2%   | 4,4%    | 0,5%    |
| 1947 | 6.436  | 153    | 110    | 96,1%   | 2,3%    | 1,6%    |

### Koersel
Gekende talen
|      | Aantal   | Aantal  | Aantal   | Aantal  | Aantal   | Aantal  | Aantal       | Aantal       | Aandeel  | Aandeel | Aandeel  | Aandeel | Aandeel  | Aandeel | Aandeel      |
| Jaar | enkel nl | fr & nl | enkel fr | de & fr | enkel de | de & nl | de & fr & nl | enkel andere | enkel nl | fr & nl | enkel fr | de & fr | enkel de | de & nl | de & fr & nl |
| ---- | -------- | ------- | -------- | ------- | -------- | ------- | ------------ | ------------ | -------- | ------- | -------- | ------- | -------- | ------- | ------------ |
| 1846 | 1.760    |         | 7        |         | 0        |         |              |              | 99,6%    |         | 0,4%     |         | 0,0%     |         |              |
| 1866 | 1.906    | 34      | 0        | 0       | 0        | 0       | 0            | 0            | 98,2%    | 1,8%    | 0,0%     | 0,0%    | 0,0%     | 0,0%    | 0,0%         |
| 1880 | 1.911    | 42      | 0        | 0       | 0        | 0       | 0            | 0            | 97,8%    | 2,2%    | 0,0%     | 0,0%    | 0,0%     | 0,0%    | 0,0%         |
| 1890 | 2.015    | 56      | 0        | 0       | 0        | 0       | 0            | 0            | 97,3%    | 2,7%    | 0,0%     | 0,0%    | 0,0%     | 0,0%    | 0,0%         |
| 1900 | 2.054    | 112     | 0        | 0       | 0        | 5       | 0            | 138          | 94,6%    | 5,2%    | 0,0%     | 0,0%    | 0,0%     | 0,2%    | 0,0%         |
| 1910 | 2.397    | 99      | 11       | 0       | 0        | 0       | 2            | 182          | 95,5%    | 3,9%    | 0,4%     | 0,0%    | 0,0%     | 0,0%    | 0,1%         |
| 1920 | 2.968    | 171     | 34       | 0       | 0        | 1       | 6            | 229          | 93,3%    | 5,4%    | 1,1%     | 0,0%    | 0,0%     | 0,0%    | 0,2%         |
| 1930 | 3.775    | 336     | 174      | 13      | 100      | 6       | 20           | 439          | 85,3%    | 7,6%    | 3,9%     | 0,3%    | 2,3%     | 0,1%    | 0,5%         |
| 1947 | 5.411    | 506     | 80       | 7       | 103      | 17      | 122          | 1.199        | 86,6%    | 8,1%    | 1,3%     | 0,1%    | 1,6%     | 0,3%    | 2,0%         |

Taal die meestal of uitsluitend gesproken wordt.
|      | Aantal | Aantal | Aantal | Aandeel | Aandeel | Aandeel |
| Jaar | nl     | fr     | de     | nl      | fr      | de      |
| ---- | ------ | ------ | ------ | ------- | ------- | ------- |
| 1910 | 2.496  | 13     | 0      | 99,5%   | 0,5%    | 0,0%    |
| 1920 | 3.111  | 69     | 0      | 97,8%   | 2,2%    | 0,0%    |
| 1930 | 4.043  | 267    | 113    | 91,4%   | 6,0%    | 2,6%    |
| 1947 | 5.967  | 163    | 107    | 95,7%   | 2,6%    | 1,7%    |

### Leopoldsburg
Gekende talen
|      | Aantal   | Aantal  | Aantal   | Aantal  | Aantal   | Aantal  | Aantal       | Aantal       | Aandeel  | Aandeel | Aandeel  | Aandeel | Aandeel  | Aandeel | Aandeel      |
| Jaar | enkel nl | fr & nl | enkel fr | de & fr | enkel de | de & nl | de & fr & nl | enkel andere | enkel nl | fr & nl | enkel fr | de & fr | enkel de | de & nl | de & fr & nl |
| ---- | -------- | ------- | -------- | ------- | -------- | ------- | ------------ | ------------ | -------- | ------- | -------- | ------- | -------- | ------- | ------------ |
| 1846 |          |         |          |         |          |         |              |              | %        |         | %        |         | %        |         |              |
| 1866 | 1.097    | 564     | 208      | 4       | 1        | 1       | 6            | 0            | 58,3%    | 30,0%   | 11,1%    | 0,2%    | 0,1%     | 0,1%    | 0,3%         |
| 1880 | 929      | 539     | 272      | 8       | 8        | 1       | 14           | 0            | 52,5%    | 30,4%   | 15,4%    | 0,5%    | 0,5%     | 0,1%    | 0,8%         |
| 1890 | 1.856    | 864     | 551      | 11      | 2        | 2       | 23           | 0            | 56,1%    | 26,1%   | 16,7%    | 0,3%    | 0,1%     | 0,1%    | 0,7%         |
| 1900 | 1.656    | 722     | 171      | 8       | 0        | 2       | 25           | 178          | 64,1%    | 27,9%   | 6,6%     | 0,3%    | 0,0%     | 0,1%    | 1,0%         |
| 1910 | 2.274    | 706     | 194      | 10      | 0        | 3       | 24           | 171          | 70,8%    | 22,0%   | 6,0%     | 0,3%    | 0,0%     | 0,1%    | 0,7%         |
| 1920 | 3.013    | 1.342   | 538      | 5       | 0        | 2       | 53           | 209          | 60,8%    | 27,1%   | 10,9%    | 0,1%    | 0,0%     | 0,0%    | 1,1%         |
| 1930 | 2.602    | 1.896   | 339      | 2       | 0        | 7       | 47           | 237          | 53,2%    | 38,7%   | 6,9%     | 0,0%    | 0,0%     | 0,1%    | 1,0%         |
| 1947 | 4.676    | 1.607   | 210      | 13      | 0        | 43      | 385          | 314          | 67,4%    | 23,2%   | 3,0%     | 0,2%    | 0,0%     | 0,6%    | 5,6%         |

Taal die meestal of uitsluitend gesproken wordt.
|      | Aantal | Aantal | Aantal | Aandeel | Aandeel | Aandeel |
| Jaar | nl     | fr     | de     | nl      | fr      | de      |
| ---- | ------ | ------ | ------ | ------- | ------- | ------- |
| 1910 | 2.762  | 449    | 0      | 86,0%   | 14,0%   | 0,0%    |
| 1920 | 3.592  | 1.361  | 0      | 72,5%   | 27,5%   | 0,0%    |
| 1930 | 4.252  | 619    | 1      | 87,3%   | 12,7%   | 0,0%    |
| 1947 | 6.300  | 554    | 4      | 91,9%   | 8,1%    | 0,1%    |

### Lummen
Gekende talen
|      | Aantal   | Aantal  | Aantal   | Aantal  | Aantal   | Aantal  | Aantal       | Aantal       | Aandeel  | Aandeel | Aandeel  | Aandeel | Aandeel  | Aandeel | Aandeel      |
| Jaar | enkel nl | fr & nl | enkel fr | de & fr | enkel de | de & nl | de & fr & nl | enkel andere | enkel nl | fr & nl | enkel fr | de & fr | enkel de | de & nl | de & fr & nl |
| ---- | -------- | ------- | -------- | ------- | -------- | ------- | ------------ | ------------ | -------- | ------- | -------- | ------- | -------- | ------- | ------------ |
| 1846 | 2.974    |         | 0        |         | 0        |         |              |              | 100,0%   |         | 0,0%     |         | 0,0%     |         |              |
| 1866 | 2.941    | 64      | 0        | 0       | 0        | 0       | 1            | 0            | 97,8%    | 2,1%    | 0,0%     | 0,0%    | 0,0%     | 0,0%    | 0,0%         |
| 1880 | 2.794    | 68      | 2        | 0       | 0        | 0       | 3            | 1            | 97,5%    | 2,4%    | 0,1%     | 0,0%    | 0,0%     | 0,0%    | 0,1%         |
| 1890 | 2.646    | 165     | 1        | 0       | 0        | 0       | 5            | 0            | 93,9%    | 5,9%    | 0,0%     | 0,0%    | 0,0%     | 0,0%    | 0,2%         |
| 1900 | 2.803    | 97      | 20       | 1       | 0        | 0       | 6            | 210          | 95,8%    | 3,3%    | 0,7%     | 0,0%    | 0,0%     | 0,0%    | 0,2%         |
| 1910 | 3.159    | 130     | 10       | 0       | 0        | 0       | 6            | 183          | 95,6%    | 3,9%    | 0,3%     | 0,0%    | 0,0%     | 0,0%    | 0,2%         |
| 1920 | 3.937    | 164     | 40       | 0       | 0        | 0       | 9            | 195          | 94,1%    | 4,5%    | 1,1%     | 0,0%    | 0,0%     | 0,0%    | 0,2%         |
| 1930 | 3.705    | 252     | 2        | 0       | 0        | 0       | 11           | 294          | 93,3%    | 6,3%    | 0,1%     | 0,0%    | 0,0%     | 0,0%    | 0,3%         |
| 1947 | 4.672    | 205     | 3        | 0       | 1        | 1       | 18           | 253          | 95,3%    | 4,2%    | 0,1%     | 0,0%    | 0,0%     | 0,0%    | 0,4%         |

Taal die meestal of uitsluitend gesproken wordt.
|      | Aantal | Aantal | Aantal | Aandeel | Aandeel | Aandeel |
| Jaar | nl     | fr     | de     | nl      | fr      | de      |
| ---- | ------ | ------ | ------ | ------- | ------- | ------- |
| 1910 | 3.260  | 45     | 0      | 98,6%   | 1,4%    | 0,0%    |
| 1920 | 3.570  | 40     | 0      | 98,9%   | 1,1%    | 0,0%    |
| 1930 | 3.949  | 20     | 0      | 99,5%   | 0,5%    | 0,0%    |
| 1947 | 4.874  | 23     | 1      | 99,5%   | 0,5%    | 0,0%    |

### Sint-Truiden
Gekende talen
|      | Aantal   | Aantal  | Aantal   | Aantal  | Aantal   | Aantal  | Aantal       | Aantal       | Aandeel  | Aandeel | Aandeel  | Aandeel | Aandeel  | Aandeel | Aandeel      |
| Jaar | enkel nl | fr & nl | enkel fr | de & fr | enkel de | de & nl | de & fr & nl | enkel andere | enkel nl | fr & nl | enkel fr | de & fr | enkel de | de & nl | de & fr & nl |
| ---- | -------- | ------- | -------- | ------- | -------- | ------- | ------------ | ------------ | -------- | ------- | -------- | ------- | -------- | ------- | ------------ |
| 1846 | 10.343   |         | 658      |         | 6        |         |              |              | 94,0%    |         | 6,0%     |         | 0,1%     |         |              |
| 1866 | 8.575    | 1.629   | 108      | 8       | 11       | 12      | 13           | 2            | 82,8%    | 15,7%   | 1,0%     | 0,1%    | 0,1%     | 0,1%    | 0,1%         |
| 1880 | 2.744    | 193     | 5.410    | 90      | 2.335    | 48      | 125          | 35           | 25,1%    | 1,8%    | 49,4%    | 0,8%    | 21,3%    | 0,4%    | 1,1%         |
| 1890 | 9.104    | 3.409   | 220      | 19      | 3        | 21      | 119          | 0            | 70,6%    | 26,4%   | 1,7%     | 0,1%    | 0,0%     | 0,2%    | 0,9%         |
| 1900 | 9.946    | 2.940   | 595      | 20      | 4        | 14      | 130          | 802          | 72,9%    | 21,5%   | 4,4%     | 0,1%    | 0,0%     | 0,1%    | 1,0%         |
| 1910 | 11.457   | 2.644   | 658      | 12      | 10       | 18      | 120          | 728          | 76,8%    | 17,7%   | 4,4%     | 0,1%    | 0,1%     | 0,1%    | 0,8%         |
| 1920 | 11.399   | 2.846   | 323      | 5       | 2        | 4       | 107          | 669          | 77,6%    | 19,4%   | 2,2%     | 0,0%    | 0,0%     | 0,0%    | 0,7%         |
| 1930 | 12.684   | 2.553   | 446      | 4       | 2        | 9       | 106          | 676          | 80,3%    | 16,2%   | 2,8%     | 0,0%    | 0,0%     | 0,1%    | 0,7%         |
| 1947 | 13.830   | 3.468   | 391      | 8       | 5        | 63      | 524          | 731          | 75,6%    | 19,0%   | 2,1%     | 0,0%    | 0,0%     | 0,3%    | 2,9%         |

Taal die meestal of uitsluitend gesproken wordt.
|      | Aantal | Aantal | Aantal | Aandeel | Aandeel | Aandeel |
| Jaar | nl     | fr     | de     | nl      | fr      | de      |
| ---- | ------ | ------ | ------ | ------- | ------- | ------- |
| 1910 | 13.930 | 967    | 22     | 93,4%   | 6,5%    | 0,1%    |
| 1920 | 14.067 | 617    | 2      | 95,8%   | 4,2%    | 0,0%    |
| 1930 | 14.993 | 792    | 12     | 94,9%   | 5,0%    | 0,1%    |
| 1947 | 17.463 | 720    | 6      | 96,0%   | 4,0%    | 0,0%    |

### Tessenderlo
Gekende talen
|      | Aantal   | Aantal  | Aantal   | Aantal  | Aantal   | Aantal  | Aantal       | Aantal       | Aandeel  | Aandeel | Aandeel  | Aandeel | Aandeel  | Aandeel | Aandeel      |
| Jaar | enkel nl | fr & nl | enkel fr | de & fr | enkel de | de & nl | de & fr & nl | enkel andere | enkel nl | fr & nl | enkel fr | de & fr | enkel de | de & nl | de & fr & nl |
| ---- | -------- | ------- | -------- | ------- | -------- | ------- | ------------ | ------------ | -------- | ------- | -------- | ------- | -------- | ------- | ------------ |
| 1846 | 3.267    |         | 0        |         | 0        |         |              |              | 100,0%   |         | 0,0%     |         | 0,0%     |         |              |
| 1866 | 3.513    | 0       | 0        | 0       | 0        | 0       | 0            | 0            | 100,0%   | 0,0%    | 0,0%     | 0,0%    | 0,0%     | 0,0%    | 0,0%         |
| 1880 | 3.237    | 65      | 0        | 0       | 0        | 0       | 0            | 0            | 98,0%    | 2,0%    | 0,0%     | 0,0%    | 0,0%     | 0,0%    | 0,0%         |
| 1890 | 3.601    | 77      | 1        | 0       | 0        | 1       | 0            | 0            | 97,9%    | 2,1%    | 0,0%     | 0,0%    | 0,0%     | 0,0%    | 0,0%         |
| 1900 | 3.636    | 157     | 11       | 0       | 0        | 0       | 0            | 251          | 95,6%    | 4,1%    | 0,3%     | 0,0%    | 0,0%     | 0,0%    | 0,0%         |
| 1910 | 4.467    | 224     | 25       | 0       | 0        | 1       | 3            | 335          | 94,6%    | 4,7%    | 0,5%     | 0,0%    | 0,0%     | 0,0%    | 0,1%         |
| 1920 | 4.992    | 139     | 0        | 0       | 0        | 0       | 1            | 308          | 97,3%    | 2,7%    | 0,0%     | 0,0%    | 0,0%     | 0,0%    | 0,0%         |
| 1930 | 5.842    | 288     | 89       | 2       | 1        | 1       | 20           | 416          | 93,6%    | 4,6%    | 1,4%     | 0,0%    | 0,0%     | 0,0%    | 0,3%         |
| 1947 | 7.045    | 477     | 58       | 10      | 2        | 5       | 53           | 370          | 92,1%    | 6,2%    | 0,8%     | 0,1%    | 0,0%     | 0,1%    | 0,7%         |

Taal die meestal of uitsluitend gesproken wordt.
|      | Aantal | Aantal | Aantal | Aandeel | Aandeel | Aandeel |
| Jaar | nl     | fr     | de     | nl      | fr      | de      |
| ---- | ------ | ------ | ------ | ------- | ------- | ------- |
| 1910 | 4.688  | 32     | 0      | 99,3%   | 0,7%    | 0,0%    |
| 1920 | 5.132  | 0      | 0      | 100,0%  | 0,0%    | 0,0%    |
| 1930 | 6.122  | 116    | 1      | 98,1%   | 1,9%    | 0,0%    |
| 1947 | 7.506  | 121    | 2      | 98,4%   | 1,6%    | 0,0%    |

### Zolder
Gekende talen
|      | Aantal   | Aantal  | Aantal   | Aantal  | Aantal   | Aantal  | Aantal       | Aantal       | Aandeel  | Aandeel | Aandeel  | Aandeel | Aandeel  | Aandeel | Aandeel      |
| Jaar | enkel nl | fr & nl | enkel fr | de & fr | enkel de | de & nl | de & fr & nl | enkel andere | enkel nl | fr & nl | enkel fr | de & fr | enkel de | de & nl | de & fr & nl |
| ---- | -------- | ------- | -------- | ------- | -------- | ------- | ------------ | ------------ | -------- | ------- | -------- | ------- | -------- | ------- | ------------ |
| 1846 | 1.902    |         | 0        |         | 0        |         |              |              | 100,0%   |         | 0,0%     |         | 0,0%     |         |              |
| 1866 | 1.749    | 67      | 6        | 2       | 0        | 0       | 1            | 0            | 95,8%    | 3,7%    | 0,3%     | 0,1%    | 0,0%     | 0,0%    | 0,1%         |
| 1880 | 1.900    | 50      | 5        | 1       | 0        | 1       | 2            | 0            | 97,0%    | 2,6%    | 0,3%     | 0,1%    | 0,0%     | 0,1%    | 0,1%         |
| 1890 | 2.031    | 55      | 0        | 2       | 1        | 0       | 6            | 2            | 96,9%    | 2,6%    | 0,0%     | 0,1%    | 0,0%     | 0,0%    | 0,3%         |
| 1900 | 1.980    | 40      | 0        | 1       | 1        | 0       | 5            | 135          | 97,7%    | 2,0%    | 0,0%     | 0,0%    | 0,0%     | 0,0%    | 0,2%         |
| 1910 | 2.245    | 53      | 2        | 0       | 0        | 0       | 13           | 268          | 97,1%    | 2,3%    | 0,1%     | 0,0%    | 0,0%     | 0,0%    | 0,6%         |
| 1920 | 2.568    | 69      | 4        | 0       | 0        | 0       | 0            | 186          | 97,2%    | 2,6%    | 0,2%     | 0,0%    | 0,0%     | 0,0%    | 0,0%         |
| 1930 | 3.248    | 73      | 10       | 0       | 0        | 1       | 5            | 237          | 97,3%    | 2,2%    | 0,3%     | 0,0%    | 0,0%     | 0,0%    | 0,1%         |
| 1947 | 4.465    | 199     | 15       | 0       | 238      | 5       | 28           | 892          | 90,2%    | 4,0%    | 0,3%     | 0,0%    | 4,8%     | 0,1%    | 0,6%         |

Taal die meestal of uitsluitend gesproken wordt.
|      | Aantal | Aantal | Aantal | Aandeel | Aandeel | Aandeel |
| Jaar | nl     | fr     | de     | nl      | fr      | de      |
| ---- | ------ | ------ | ------ | ------- | ------- | ------- |
| 1910 | 2.307  | 5      | 1      | 99,7%   | 0,2%    | 0,0%    |
| 1920 | 2.625  | 16     | 0      | 97,2%   | 2,6%    | 0,2%    |
| 1930 | 3.313  | 23     | 0      | 99,3%   | 0,7%    | 0,0%    |
| 1947 | 4.673  | 33     | 239    | 94,5%   | 0,7%    | 4,8%    |

### Zonhoven
Gekende talen
|      | Aantal   | Aantal  | Aantal   | Aantal  | Aantal   | Aantal  | Aantal       | Aantal       | Aandeel  | Aandeel | Aandeel  | Aandeel | Aandeel  | Aandeel | Aandeel      |
| Jaar | enkel nl | fr & nl | enkel fr | de & fr | enkel de | de & nl | de & fr & nl | enkel andere | enkel nl | fr & nl | enkel fr | de & fr | enkel de | de & nl | de & fr & nl |
| ---- | -------- | ------- | -------- | ------- | -------- | ------- | ------------ | ------------ | -------- | ------- | -------- | ------- | -------- | ------- | ------------ |
| 1846 | 2.759    |         | 0        |         | 0        |         |              |              | 100,0%   |         | 0,0%     |         | 0,0%     |         |              |
| 1866 | 2.523    | 55      | 1        | 0       | 0        | 2       | 0            | 0            | 97,8%    | 2,1%    | 0,0%     | 0,0%    | 0,0%     | 0,1%    | 0,0%         |
| 1880 | 2.484    | 52      | 0        | 0       | 0        | 0       | 1            | 0            | 97,9%    | 2,0%    | 0,0%     | 0,0%    | 0,0%     | 0,0%    | 0,0%         |
| 1890 | 2.664    | 123     | 0        | 0       | 0        | 1       | 4            | 0            | 95,4%    | 4,4%    | 0,0%     | 0,0%    | 0,0%     | 0,0%    | 0,1%         |
| 1900 | 2.625    | 99      | 2        | 0       | 0        | 2       | 4            | 186          | 96,1%    | 3,6%    | 0,1%     | 0,0%    | 0,0%     | 0,1%    | 0,1%         |
| 1910 | 3.225    | 99      | 1        | 0       | 1        | 6       | 1            | 252          | 96,8%    | 3,0%    | 0,0%     | 0,0%    | 0,0%     | 0,2%    | 0,0%         |
| 1920 | 3.812    | 61      | 0        | 0       | 0        | 1       | 1            | 302          | 98,4%    | 1,6%    | 0,0%     | 0,0%    | 0,0%     | 0,0%    | 0,0%         |
| 1930 | 4.814    | 73      | 2        | 1       | 2        | 2       | 6            | 334          | 98,2%    | 1,5%    | 0,0%     | 0,0%    | 0,0%     | 0,0%    | 0,1%         |
| 1947 | 6.381    | 515     | 15       | 0       | 2        | 31      | 60           | 480          | 91,1%    | 7,4%    | 0,2%     | 0,0%    | 0,0%     | 0,4%    | 0,9%         |

Taal die meestal of uitsluitend gesproken wordt.
|      | Aantal | Aantal | Aantal | Aandeel | Aandeel | Aandeel |
| Jaar | nl     | fr     | de     | nl      | fr      | de      |
| ---- | ------ | ------ | ------ | ------- | ------- | ------- |
| 1910 | 3.326  | 2      | 5      | 99,8%   | 0,1%    | 0,2%    |
| 1920 | 3.875  | 0      | 0      | 100,0%  | 0,0%    | 0,0%    |
| 1930 | 4.887  | 11     | 2      | 99,7%   | 0,2%    | 0,0%    |
| 1947 | 6.971  | 24     | 9      | 99,5%   | 0,3%    | 0,1%    |

### Overige gemeenten van het arrondissement
Deze overige gemeenten (met minder dan 5.000 inwoners) vertegenwoordigden bij de eerste telling van 1846 ongeveer 49,6% van het totaal aantal inwoners van het arrondissement en bij de laatste telling van 1947 ongeveer 36,8%.
Gekende talen
|      | Aantal   | Aantal  | Aantal   | Aantal  | Aantal   | Aantal  | Aantal       | Aantal       | Aandeel  | Aandeel | Aandeel  | Aandeel | Aandeel  | Aandeel | Aandeel      |
| Jaar | enkel nl | fr & nl | enkel fr | de & fr | enkel de | de & nl | de & fr & nl | enkel andere | enkel nl | fr & nl | enkel fr | de & fr | enkel de | de & nl | de & fr & nl |
| ---- | -------- | ------- | -------- | ------- | -------- | ------- | ------------ | ------------ | -------- | ------- | -------- | ------- | -------- | ------- | ------------ |
| 1846 | 37.488   |         | 1.098    |         | 14       |         |              |              | 97,1%    |         | 2,8%     |         | 0,0%     |         |              |
| 1866 | 36.824   | 1.787   | 667      | 3       | 5        | 3       | 11           | 22           | 93,7%    | 4,5%    | 1,7%     | 0,0%    | 0,0%     | 0,0%    | 0,0%         |
| 1880 | 36.019   | 3.038   | 1.357    | 11      | 53       | 9       | 27           | 5            | 88,9%    | 7,5%    | 3,3%     | 0,0%    | 0,1%     | 0,0%    | 0,1%         |
| 1890 | 39.842   | 3.984   | 703      | 11      | 2        | 5       | 85           | 3            | 89,3%    | 8,9%    | 1,6%     | 0,0%    | 0,0%     | 0,0%    | 0,2%         |
| 1900 | 39.407   | 4.405   | 655      | 10      | 1        | 4       | 75           | 2.674        | 88,4%    | 9,9%    | 1,5%     | 0,0%    | 0,0%     | 0,0%    | 0,2%         |
| 1910 | 44.797   | 4.612   | 947      | 14      | 40       | 11      | 61           | 3.274        | 88,7%    | 9,1%    | 1,9%     | 0,0%    | 0,1%     | 0,0%    | 0,1%         |
| 1920 | 48.337   | 4.869   | 989      | 14      | 2        | 27      | 86           | 3.094        | 89,0%    | 9,0%    | 1,8%     | 0,0%    | 0,0%     | 0,0%    | 0,2%         |
| 1930 | 57.293   | 4.573   | 1.059    | 9       | 249      | 84      | 127          | 4.441        | 90,4%    | 7,2%    | 1,7%     | 0,0%    | 0,4%     | 0,1%    | 0,2%         |
| 1947 | 67.761   | 6.774   | 1.162    | 22      | 18       | 142     | 770          | 4.019        | 88,4%    | 8,8%    | 1,5%     | 0,0%    | 0,0%     | 0,2%    | 1,0%         |

Taal die meestal of uitsluitend gesproken wordt.
|      | Aantal | Aantal | Aantal | Aandeel | Aandeel | Aandeel |
| Jaar | nl     | fr     | de     | nl      | fr      | de      |
| ---- | ------ | ------ | ------ | ------- | ------- | ------- |
| 1910 | 49.117 | 1.313  | 52     | 97,3%   | 2,6%    | 0,1%    |
| 1920 | 53.894 | 1.418  | 2      | 97,4%   | 2,6%    | 0,0%    |
| 1930 | 61.408 | 1.675  | 276    | 96,8%   | 2,6%    | 0,4%    |
| 1947 | 74.830 | 1.677  | 27     | 97,8%   | 2,2%    | 0,0%    |

## Arrondissement Maaseik
Gekende talen
|      | Aantal   | Aantal  | Aantal   | Aantal  | Aantal   | Aantal  | Aantal       | Aantal       | Aandeel  | Aandeel | Aandeel  | Aandeel | Aandeel  | Aandeel | Aandeel      |
| Jaar | enkel nl | fr & nl | enkel fr | de & fr | enkel de | de & nl | de & fr & nl | enkel andere | enkel nl | fr & nl | enkel fr | de & fr | enkel de | de & nl | de & fr & nl |
| ---- | -------- | ------- | -------- | ------- | -------- | ------- | ------------ | ------------ | -------- | ------- | -------- | ------- | -------- | ------- | ------------ |
| 1846 | 36.846   |         | 136      |         | 11       |         |              |              | 99,6%    |         | 0,4%     |         | 0,0%     |         |              |
| 1866 | 36.889   | 2.334   | 100      | 13      | 32       | 36      | 47           | 136          | 93,5%    | 5,9%    | 0,3%     | 0,0%    | 0,1%     | 0,1%    | 0,1%         |
| 1880 | 35.436   | 3.788   | 98       | 86      | 28       | 136     | 132          | 90           | 89,3%    | 9,5%    | 0,2%     | 0,2%    | 0,1%     | 0,3%    | 0,3%         |
| 1890 | 40.301   | 3.691   | 109      | 24      | 22       | 38      | 225          | 2            | 90,7%    | 8,3%    | 0,2%     | 0,1%    | 0,0%     | 0,1%    | 0,5%         |
| 1900 | 43.367   | 3.787   | 131      | 66      | 67       | 268     | 279          | 3.139        | 90,4%    | 7,9%    | 0,3%     | 0,1%    | 0,1%     | 0,6%    | 0,6%         |
| 1910 | 52.262   | 4.128   | 146      | 48      | 115      | 245     | 283          | 4.080        | 91,3%    | 7,2%    | 0,3%     | 0,1%    | 0,2%     | 0,4%    | 0,5%         |
| 1920 | 58.852   | 3.741   | 70       | 7       | 15       | 209     | 152          | 3.761        | 93,3%    | 5,9%    | 0,1%     | 0,0%    | 0,0%     | 0,3%    | 0,2%         |
| 1930 | 69.747   | 3.625   | 342      | 18      | 21       | 157     | 185          | 5.470        | 94,1%    | 4,9%    | 0,5%     | 0,0%    | 0,0%     | 0,2%    | 0,2%         |
| 1947 | 90.073   | 6.075   | 237      | 16      | 808      | 333     | 1.439        | 5.903        | 91,0%    | 6,1%    | 0,2%     | 0,0%    | 0,8%     | 0,3%    | 1,5%         |

Taal die meestal of uitsluitend gesproken wordt.
|      | Aantal | Aantal | Aantal | Aandeel | Aandeel | Aandeel |
| Jaar | nl     | fr     | de     | nl      | fr      | de      |
| ---- | ------ | ------ | ------ | ------- | ------- | ------- |
| 1910 | 56.646 | 347    | 234    | 99,0%   | 0,6%    | 0,4%    |
| 1920 | 62.790 | 224    | 32     | 99,6%   | 0,4%    | 0,1%    |
| 1930 | 73.426 | 619    | 32     | 99,1%   | 0,8%    | 0,0%    |
| 1947 | 97.399 | 661    | 842    | 98,5%   | 0,7%    | 0,9%    |

### Maaseik
Gekende talen
|      | Aantal   | Aantal  | Aantal   | Aantal  | Aantal   | Aantal  | Aantal       | Aantal       | Aandeel  | Aandeel | Aandeel  | Aandeel | Aandeel  | Aandeel | Aandeel      |
| Jaar | enkel nl | fr & nl | enkel fr | de & fr | enkel de | de & nl | de & fr & nl | enkel andere | enkel nl | fr & nl | enkel fr | de & fr | enkel de | de & nl | de & fr & nl |
| ---- | -------- | ------- | -------- | ------- | -------- | ------- | ------------ | ------------ | -------- | ------- | -------- | ------- | -------- | ------- | ------------ |
| 1846 | 4.303    |         | 47       |         | 6        |         |              |              | 98,8%    |         | 1,1%     |         | 0,1%     |         |              |
| 1866 | 3.712    | 666     | 27       | 8       | 23       | 3       | 14           | 0            | 83,4%    | 15,0%   | 0,6%     | 0,2%    | 0,5%     | 0,1%    | 0,3%         |
| 1880 | 2.154    | 1.697   | 40       | 13      | 20       | 0       | 0            | 0            | 54,9%    | 43,2%   | 1,0%     | 0,3%    | 0,5%     | 0,0%    | 0,0%         |
| 1890 | 3.385    | 948     | 27       | 20      | 6        | 15      | 109          | 1            | 75,1%    | 21,0%   | 0,6%     | 0,4%    | 0,1%     | 0,3%    | 2,4%         |
| 1900 | 3.209    | 901     | 26       | 18      | 2        | 96      | 79           | 209          | 74,6%    | 20,4%   | 0,6%     | 0,4%    | 0,0%     | 2,2%    | 1,8%         |
| 1910 | 3.471    | 794     | 28       | 17      | 3        | 27      | 57           | 234          | 78,9%    | 18,1%   | 0,6%     | 0,4%    | 0,1%     | 0,6%    | 1,3%         |
| 1920 | 3.623    | 1.075   | 13       | 0       | 5        | 96      | 70           | 235          | 74,2%    | 22,0%   | 0,3%     | 0,0%    | 0,1%     | 2,0%    | 1,4%         |
| 1930 | 4.252    | 1.030   | 28       | 9       | 1        | 58      | 30           | 383          | 78,6%    | 19,0%   | 0,5%     | 0,2%    | 0,0%     | 1,1%    | 0,6%         |
| 1947 | 5.404    | 1.027   | 46       | 0       | 1        | 71      | 326          | 359          | 78,6%    | 14,9%   | 0,7%     | 0,0%    | 0,0%     | 1,0%    | 4,7%         |

Taal die meestal of uitsluitend gesproken wordt.
|      | Aantal | Aantal | Aantal | Aandeel | Aandeel | Aandeel |
| Jaar | nl     | fr     | de     | nl      | fr      | de      |
| ---- | ------ | ------ | ------ | ------- | ------- | ------- |
| 1910 | 4.311  | 66     | 20     | 98,0%   | 1,5%    | 0,5%    |
| 1920 | 4.811  | 62     | 9      | 98,5%   | 1,3%    | 0,2%    |
| 1930 | 5.339  | 66     | 3      | 98,7%   | 1,2%    | 0,1%    |
| 1947 | 6.729  | 121    | 2      | 98,2%   | 1,8%    | 0,0%    |

### Bree
Gekende talen
|      | Aantal   | Aantal  | Aantal   | Aantal  | Aantal   | Aantal  | Aantal       | Aantal       | Aandeel  | Aandeel | Aandeel  | Aandeel | Aandeel  | Aandeel | Aandeel      |
| Jaar | enkel nl | fr & nl | enkel fr | de & fr | enkel de | de & nl | de & fr & nl | enkel andere | enkel nl | fr & nl | enkel fr | de & fr | enkel de | de & nl | de & fr & nl |
| ---- | -------- | ------- | -------- | ------- | -------- | ------- | ------------ | ------------ | -------- | ------- | -------- | ------- | -------- | ------- | ------------ |
| 1846 | 1.911    |         | 0        |         | 0        |         |              |              | 100,0%   |         | 0,0%     |         | 0,0%     |         |              |
| 1866 | 1.842    | 275     | 3        | 1       | 1        | 7       | 7            | 87           | 86,2%    | 12,9%   | 0,1%     | 0,0%    | 0,0%     | 0,3%    | 0,3%         |
| 1880 | 2.067    | 276     | 11       | 0       | 4        | 4       | 6            | 1            | 87,3%    | 11,7%   | 0,5%     | 0,0%    | 0,2%     | 0,2%    | 0,3%         |
| 1890 | 2.284    | 475     | 7        | 0       | 0        | 4       | 43           | 0            | 81,2%    | 16,9%   | 0,2%     | 0,0%    | 0,0%     | 0,1%    | 1,5%         |
| 1900 | 2.420    | 388     | 10       | 1       | 5        | 5       | 46           | 211          | 84,2%    | 13,5%   | 0,3%     | 0,0%    | 0,2%     | 0,2%    | 1,6%         |
| 1910 | 3.074    | 320     | 12       | 0       | 7        | 17      | 30           | 205          | 88,8%    | 9,2%    | 0,3%     | 0,0%    | 0,2%     | 0,5%    | 0,9%         |
| 1920 | 3.716    | 56      | 1        | 0       | 0        | 4       | 2            | 194          | 98,3%    | 1,5%    | 0,0%     | 0,0%    | 0,0%     | 0,1%    | 0,1%         |
| 1930 | 3.818    | 348     | 18       | 3       | 3        | 8       | 40           | 277          | 90,1%    | 8,2%    | 0,4%     | 0,1%    | 0,1%     | 0,2%    | 0,9%         |
| 1947 | 4.660    | 630     | 10       | 1       | 0        | 18      | 131          | 266          | 85,5%    | 11,6%   | 0,2%     | 0,0%    | 0,0%     | 0,3%    | 2,4%         |

Taal die meestal of uitsluitend gesproken wordt.
|      | Aantal | Aantal | Aantal | Aandeel | Aandeel | Aandeel |
| Jaar | nl     | fr     | de     | nl      | fr      | de      |
| ---- | ------ | ------ | ------ | ------- | ------- | ------- |
| 1910 | 3.422  | 19     | 19     | 98,9%   | 0,5%    | 0,5%    |
| 1920 | 3.777  | 1      | 1      | 99,9%   | 0,0%    | 0,0%    |
| 1930 | 4.201  | 32     | 5      | 99,1%   | 0,8%    | 0,1%    |
| 1947 | 5.393  | 49     | 0      | 99,1%   | 0,9%    | 0,0%    |

### Hamont
Gekende talen
|      | Aantal   | Aantal  | Aantal   | Aantal  | Aantal   | Aantal  | Aantal       | Aantal       | Aandeel  | Aandeel | Aandeel  | Aandeel | Aandeel  | Aandeel | Aandeel      |
| Jaar | enkel nl | fr & nl | enkel fr | de & fr | enkel de | de & nl | de & fr & nl | enkel andere | enkel nl | fr & nl | enkel fr | de & fr | enkel de | de & nl | de & fr & nl |
| ---- | -------- | ------- | -------- | ------- | -------- | ------- | ------------ | ------------ | -------- | ------- | -------- | ------- | -------- | ------- | ------------ |
| 1846 | 1.308    |         | 20       |         | 0        |         |              |              | 98,5%    |         | 1,5%     |         | 0,0%     |         |              |
| 1866 | 1.270    | 188     | 2        | 0       | 0        | 1       | 1            | 0            | 86,9%    | 12,9%   | 0,1%     | 0,0%    | 0,0%     | 0,1%    | 0,1%         |
| 1880 | 1.158    | 494     | 5        | 0       | 0        | 0       | 8            | 0            | 69,5%    | 29,7%   | 0,3%     | 0,0%    | 0,0%     | 0,0%    | 0,5%         |
| 1890 | 1.476    | 364     | 14       | 0       | 0        | 2       | 6            | 1            | 79,3%    | 19,5%   | 0,8%     | 0,0%    | 0,0%     | 0,1%    | 0,3%         |
| 1900 | 1.987    | 253     | 18       | 0       | 0        | 18      | 34           | 191          | 86,0%    | 11,0%   | 0,8%     | 0,0%    | 0,0%     | 0,8%    | 1,5%         |
| 1910 | 2.688    | 322     | 19       | 1       | 6        | 15      | 16           | 211          | 87,6%    | 10,5%   | 0,6%     | 0,0%    | 0,2%     | 0,5%    | 0,5%         |
| 1920 | 2.948    | 205     | 13       | 1       | 1        | 2       | 2            | 177          | 92,9%    | 6,5%    | 0,4%     | 0,0%    | 0,0%     | 0,1%    | 0,1%         |
| 1930 | 3.423    | 149     | 19       | 0       | 0        | 3       | 5            | 265          | 95,1%    | 4,1%    | 0,5%     | 0,0%    | 0,0%     | 0,1%    | 0,1%         |
| 1947 | 4.415    | 407     | 25       | 11      | 0        | 11      | 78           | 223          | 89,2%    | 8,2%    | 0,5%     | 0,2%    | 0,0%     | 0,2%    | 1,6%         |

Taal die meestal of uitsluitend gesproken wordt.
|      | Aantal | Aantal | Aantal | Aandeel | Aandeel | Aandeel |
| Jaar | nl     | fr     | de     | nl      | fr      | de      |
| ---- | ------ | ------ | ------ | ------- | ------- | ------- |
| 1910 | 2.996  | 58     | 13     | 97,7%   | 1,9%    | 0,4%    |
| 1920 | 3.132  | 39     | 1      | 98,7%   | 1,2%    | 0,0%    |
| 1930 | 3.569  | 30     | 0      | 99,2%   | 0,8%    | 0,0%    |
| 1947 | 4.891  | 56     | 0      | 98,9%   | 1,1%    | 0,0%    |

### Houthalen
Gekende talen
|      | Aantal   | Aantal  | Aantal   | Aantal  | Aantal   | Aantal  | Aantal       | Aantal       | Aandeel  | Aandeel | Aandeel  | Aandeel | Aandeel  | Aandeel | Aandeel      |
| Jaar | enkel nl | fr & nl | enkel fr | de & fr | enkel de | de & nl | de & fr & nl | enkel andere | enkel nl | fr & nl | enkel fr | de & fr | enkel de | de & nl | de & fr & nl |
| ---- | -------- | ------- | -------- | ------- | -------- | ------- | ------------ | ------------ | -------- | ------- | -------- | ------- | -------- | ------- | ------------ |
| 1846 | 1.486    |         | 0        |         | 0        |         |              |              | 100,0%   |         | 0,0%     |         | 0,0%     |         |              |
| 1866 | 1.367    | 51      | 5        | 0       | 0        | 1       | 0            | 0            | 96,0%    | 3,6%    | 0,4%     | 0,0%    | 0,0%     | 0,1%    | 0,0%         |
| 1880 | 1.328    | 27      | 0        | 0       | 0        | 0       | 0            | 0            | 98,0%    | 2,0%    | 0,0%     | 0,0%    | 0,0%     | 0,0%    | 0,0%         |
| 1890 | 1.358    | 33      | 0        | 0       | 0        | 0       | 0            | 0            | 97,6%    | 2,4%    | 0,0%     | 0,0%    | 0,0%     | 0,0%    | 0,0%         |
| 1900 | 1.319    | 27      | 0        | 0       | 0        | 0       | 0            | 92           | 98,0%    | 2,0%    | 0,0%     | 0,0%    | 0,0%     | 0,0%    | 0,0%         |
| 1910 | 1.570    | 20      | 0        | 0       | 0        | 0       | 0            | 99           | 98,7%    | 1,3%    | 0,0%     | 0,0%    | 0,0%     | 0,0%    | 0,0%         |
| 1920 | 1.617    | 72      | 2        | 0       | 0        | 1       | 0            | 110          | 95,6%    | 4,3%    | 0,1%     | 0,0%    | 0,0%     | 0,1%    | 0,0%         |
| 1930 | 2.151    | 70      | 8        | 0       | 4        | 4       | 0            | 243          | 96,2%    | 3,1%    | 0,4%     | 0,0%    | 0,2%     | 0,2%    | 0,0%         |
| 1947 | 4.121    | 295     | 52       | 1       | 796      | 56      | 104          | 854          | 76,0%    | 5,4%    | 1,0%     | 0,0%    | 14,7%    | 1,0%    | 1,9%         |

Taal die meestal of uitsluitend gesproken wordt.
|      | Aantal | Aantal | Aantal | Aandeel | Aandeel | Aandeel |
| Jaar | nl     | fr     | de     | nl      | fr      | de      |
| ---- | ------ | ------ | ------ | ------- | ------- | ------- |
| 1910 | 1.590  | 0      | 0      | 100,0%  | 0,0%    | 0,0%    |
| 1920 | 1.690  | 2      | 0      | 99,9%   | 0,1%    | 0,0%    |
| 1930 | 2.218  | 14     | 5      | 99,2%   | 0,6%    | 0,2%    |
| 1947 | 4.466  | 130    | 821    | 82,4%   | 2,4%    | 15,2%   |

### Lommel
Gekende talen
|      | Aantal   | Aantal  | Aantal   | Aantal  | Aantal   | Aantal  | Aantal       | Aantal       | Aandeel  | Aandeel | Aandeel  | Aandeel | Aandeel  | Aandeel | Aandeel      |
| Jaar | enkel nl | fr & nl | enkel fr | de & fr | enkel de | de & nl | de & fr & nl | enkel andere | enkel nl | fr & nl | enkel fr | de & fr | enkel de | de & nl | de & fr & nl |
| ---- | -------- | ------- | -------- | ------- | -------- | ------- | ------------ | ------------ | -------- | ------- | -------- | ------- | -------- | ------- | ------------ |
| 1846 | 2.481    |         | 5        |         | 0        |         |              |              | 99,8%    |         | 0,2%     |         | 0,0%     |         |              |
| 1866 | 2.861    | 118     | 3        | 0       | 0        | 19      | 7            | 0            | 95,1%    | 3,9%    | 0,1%     | 0,0%    | 0,0%     | 0,6%    | 0,2%         |
| 1880 | 2.695    | 164     | 6        | 0       | 0        | 12      | 11           | 0            | 93,3%    | 5,7%    | 0,2%     | 0,0%    | 0,0%     | 0,4%    | 0,4%         |
| 1890 | 3.091    | 147     | 4        | 0       | 0        | 3       | 7            | 0            | 95,0%    | 4,5%    | 0,1%     | 0,0%    | 0,0%     | 0,1%    | 0,2%         |
| 1900 | 3.750    | 283     | 10       | 1       | 2        | 29      | 10           | 346          | 91,8%    | 6,9%    | 0,2%     | 0,0%    | 0,0%     | 0,7%    | 0,2%         |
| 1910 | 5.977    | 293     | 17       | 6       | 64       | 59      | 26           | 580          | 92,8%    | 4,5%    | 0,3%     | 0,1%    | 1,0%     | 0,9%    | 0,4%         |
| 1920 | 7.001    | 297     | 15       | 0       | 1        | 8       | 24           | 465          | 95,3%    | 4,0%    | 0,2%     | 0,0%    | 0,0%     | 0,1%    | 0,3%         |
| 1930 | 8.493    | 346     | 141      | 1       | 0        | 15      | 12           | 658          | 94,3%    | 3,8%    | 1,6%     | 0,0%    | 0,0%     | 0,2%    | 0,1%         |
| 1947 | 12.041   | 576     | 16       | 0       | 2        | 24      | 127          | 701          | 94,2%    | 4,5%    | 0,1%     | 0,0%    | 0,0%     | 0,2%    | 1,0%         |

Taal die meestal of uitsluitend gesproken wordt.
|      | Aantal | Aantal | Aantal | Aandeel | Aandeel | Aandeel |
| Jaar | nl     | fr     | de     | nl      | fr      | de      |
| ---- | ------ | ------ | ------ | ------- | ------- | ------- |
| 1910 | 6.299  | 31     | 112    | 97,8%   | 0,5%    | 1,7%    |
| 1920 | 7.324  | 20     | 2      | 99,7%   | 0,3%    | 0,0%    |
| 1930 | 8.834  | 173    | 1      | 98,1%   | 1,9%    | 0,0%    |
| 1947 | 12.736 | 39     | 4      | 99,7%   | 0,3%    | 0,0%    |

### Neerpelt
Gekende talen
|      | Aantal   | Aantal  | Aantal   | Aantal  | Aantal   | Aantal  | Aantal       | Aantal       | Aandeel  | Aandeel | Aandeel  | Aandeel | Aandeel  | Aandeel | Aandeel      |
| Jaar | enkel nl | fr & nl | enkel fr | de & fr | enkel de | de & nl | de & fr & nl | enkel andere | enkel nl | fr & nl | enkel fr | de & fr | enkel de | de & nl | de & fr & nl |
| ---- | -------- | ------- | -------- | ------- | -------- | ------- | ------------ | ------------ | -------- | ------- | -------- | ------- | -------- | ------- | ------------ |
| 1846 | 1.271    |         | 0        |         | 0        |         |              |              | 100,0%   |         | 0,0%     |         | 0,0%     |         |              |
| 1866 | 1.488    | 86      | 1        | 0       | 0        | 1       | 0            | 0            | 94,4%    | 5,5%    | 0,1%     | 0,0%    | 0,0%     | 0,1%    | 0,0%         |
| 1880 | 1.441    | 108     | 8        | 1       | 2        | 1       | 0            | 85           | 92,3%    | 6,9%    | 0,5%     | 0,1%    | 0,1%     | 0,1%    | 0,0%         |
| 1890 | 1.759    | 160     | 6        | 1       | 13       | 3       | 3            | 0            | 90,4%    | 8,2%    | 0,3%     | 0,1%    | 0,7%     | 0,2%    | 0,2%         |
| 1900 | 2.454    | 90      | 3        | 27      | 8        | 22      | 12           | 178          | 93,8%    | 3,4%    | 0,1%     | 1,0%    | 0,3%     | 0,8%    | 0,5%         |
| 1910 | 3.015    | 486     | 8        | 5       | 9        | 19      | 32           | 263          | 84,4%    | 13,6%   | 0,2%     | 0,1%    | 0,3%     | 0,5%    | 0,9%         |
| 1920 | 3.738    | 260     | 0        | 0       | 0        | 0       | 10           | 239          | 93,3%    | 6,5%    | 0,0%     | 0,0%    | 0,0%     | 0,0%    | 0,2%         |
| 1930 | 4.406    | 214     | 22       | 0       | 0        | 10      | 22           | 346          | 94,3%    | 4,6%    | 0,5%     | 0,0%    | 0,0%     | 0,2%    | 0,5%         |
| 1947 | 5.201    | 469     | 4        | 0       | 0        | 23      | 124          | 283          | 89,3%    | 8,1%    | 0,1%     | 0,0%    | 0,0%     | 0,4%    | 2,1%         |

Taal die meestal of uitsluitend gesproken wordt.
|      | Aantal | Aantal | Aantal | Aandeel | Aandeel | Aandeel |
| Jaar | nl     | fr     | de     | nl      | fr      | de      |
| ---- | ------ | ------ | ------ | ------- | ------- | ------- |
| 1910 | 3.536  | 18     | 20     | 98,9%   | 0,5%    | 0,6%    |
| 1920 | 4.008  | 0      | 0      | 100,0%  | 0,0%    | 0,0%    |
| 1930 | 4.619  | 51     | 0      | 98,9%   | 1,1%    | 0,0%    |
| 1947 | 5.785  | 34     | 0      | 99,4%   | 0,6%    | 0,0%    |

### Overpelt
Gekende talen
|      | Aantal   | Aantal  | Aantal   | Aantal  | Aantal   | Aantal  | Aantal       | Aantal       | Aandeel  | Aandeel | Aandeel  | Aandeel | Aandeel  | Aandeel | Aandeel      |
| Jaar | enkel nl | fr & nl | enkel fr | de & fr | enkel de | de & nl | de & fr & nl | enkel andere | enkel nl | fr & nl | enkel fr | de & fr | enkel de | de & nl | de & fr & nl |
| ---- | -------- | ------- | -------- | ------- | -------- | ------- | ------------ | ------------ | -------- | ------- | -------- | ------- | -------- | ------- | ------------ |
| 1846 | 1.511    |         | 0        |         | 0        |         |              |              | 100,0%   |         | 0,0%     |         | 0,0%     |         |              |
| 1866 | 1.520    | 80      | 2        | 0       | 0        | 0       | 0            | 1            | 94,9%    | 5,0%    | 0,1%     | 0,0%    | 0,0%     | 0,0%    | 0,0%         |
| 1880 | 1.511    | 74      | 1        | 0       | 0        | 0       | 1            | 0            | 95,2%    | 4,7%    | 0,1%     | 0,0%    | 0,0%     | 0,0%    | 0,1%         |
| 1890 | 1.696    | 92      | 7        | 0       | 1        | 0       | 4            | 0            | 94,2%    | 5,1%    | 0,4%     | 0,0%    | 0,1%     | 0,0%    | 0,2%         |
| 1900 | 2.359    | 154     | 9        | 5       | 24       | 18      | 16           | 221          | 91,3%    | 6,0%    | 0,3%     | 0,2%    | 0,9%     | 0,7%    | 0,6%         |
| 1910 | 3.558    | 176     | 10       | 3       | 19       | 23      | 32           | 326          | 93,1%    | 4,6%    | 0,3%     | 0,1%    | 0,5%     | 0,6%    | 0,8%         |
| 1920 | 4.012    | 188     | 17       | 1       | 0        | 2       | 4            | 291          | 95,0%    | 4,5%    | 0,4%     | 0,0%    | 0,0%     | 0,0%    | 0,1%         |
| 1930 | 4.920    | 121     | 37       | 0       | 3        | 6       | 8            | 366          | 96,6%    | 2,4%    | 0,7%     | 0,0%    | 0,1%     | 0,1%    | 0,2%         |
| 1947 | 6.172    | 372     | 32       | 2       | 2        | 12      | 73           | 335          | 92,6%    | 5,6%    | 0,5%     | 0,0%    | 0,0%     | 0,2%    | 1,1%         |

Taal die meestal of uitsluitend gesproken wordt.
|      | Aantal | Aantal | Aantal | Aandeel | Aandeel | Aandeel |
| Jaar | nl     | fr     | de     | nl      | fr      | de      |
| ---- | ------ | ------ | ------ | ------- | ------- | ------- |
| 1910 | 3.770  | 14     | 37     | 98,7%   | 0,4%    | 1,0%    |
| 1920 | 4.188  | 36     | 0      | 99,1%   | 0,9%    | %       |
| 1930 | 5.012  | 76     | 3      | 98,4%   | 1,5%    | 0,1%    |
| 1947 | 6.585  | 71     | 2      | 98,9%   | 1,1%    | 0,0%    |

### Overige gemeenten van het arrondissement
Deze overige gemeenten (met minder dan 5.000 inwoners) vertegenwoordigden bij de eerste telling van 1846 ongeveer 61,2% van het totaal aantal inwoners van het arrondissement en bij de laatste telling van 1947 ongeveer 51,4%.
Gekende talen
|      | Aantal   | Aantal  | Aantal   | Aantal  | Aantal   | Aantal  | Aantal       | Aantal       | Aandeel  | Aandeel | Aandeel  | Aandeel | Aandeel  | Aandeel | Aandeel      |
| Jaar | enkel nl | fr & nl | enkel fr | de & fr | enkel de | de & nl | de & fr & nl | enkel andere | enkel nl | fr & nl | enkel fr | de & fr | enkel de | de & nl | de & fr & nl |
| ---- | -------- | ------- | -------- | ------- | -------- | ------- | ------------ | ------------ | -------- | ------- | -------- | ------- | -------- | ------- | ------------ |
| 1846 | 22.575   |         | 64       |         | 5        |         |              |              | 99,7%    |         | 0,3%     |         | 0,0%     |         |              |
| 1866 | 22.829   | 870     | 54       | 4       | 8        | 4       | 18           | 48           | 96,0%    | 3,7%    | 0,2%     | 0,0%    | 0,0%     | 0,0%    | 0,1%         |
| 1880 | 23.082   | 948     | 27       | 72      | 2        | 119     | 106          | 4            | 94,8%    | 3,9%    | 0,1%     | 0,3%    | 0,0%     | 0,5%    | 0,4%         |
| 1890 | 25.252   | 1.472   | 44       | 3       | 2        | 11      | 53           | 0            | 94,1%    | 5,5%    | 0,2%     | 0,0%    | 0,0%     | 0,0%    | 0,2%         |
| 1900 | 25.869   | 1.691   | 55       | 14      | 26       | 80      | 82           | 1.691        | 93,0%    | 6,1%    | 0,2%     | 0,1%    | 0,1%     | 0,3%    | 0,3%         |
| 1910 | 28.909   | 1.717   | 52       | 16      | 7        | 85      | 90           | 2.162        | 93,6%    | 5,6%    | 0,2%     | 0,1%    | 0,0%     | 0,3%    | 0,3%         |
| 1920 | 32.197   | 1.588   | 9        | 5       | 8        | 96      | 40           | 2.050        | 94,9%    | 4,7%    | 0,0%     | 0,0%    | 0,0%     | 0,3%    | 0,1%         |
| 1930 | 38.284   | 1.347   | 69       | 5       | 10       | 53      | 68           | 2.932        | 96,1%    | 3,4%    | 0,2%     | 0,0%    | 0,0%     | 0,1%    | 0,2%         |
| 1947 | 48.059   | 2.299   | 52       | 1       | 7        | 118     | 476          | 2.882        | 94,2%    | 4,5%    | 0,1%     | 0,0%    | 0,0%     | 0,2%    | 0,9%         |

Taal die meestal of uitsluitend gesproken wordt.
|      | Aantal | Aantal | Aantal | Aandeel | Aandeel | Aandeel |
| Jaar | nl     | fr     | de     | nl      | fr      | de      |
| ---- | ------ | ------ | ------ | ------- | ------- | ------- |
| 1910 | 30.722 | 141    | 13     | 99,5%   | 0,5%    | 0,0%    |
| 1920 | 33.860 | 64     | 19     | 99,8%   | 0,2%    | 0,1%    |
| 1930 | 39.634 | 177    | 15     | 99,5%   | 0,4%    | 0,0%    |
| 1947 | 50.814 | 161    | 13     | 99,7%   | 0,3%    | 0,0%    |

## Arrondissement Tongeren
Gekende talen
|      | Aantal   | Aantal  | Aantal   | Aantal  | Aantal   | Aantal  | Aantal       | Aantal       | Aandeel  | Aandeel | Aandeel  | Aandeel | Aandeel  | Aandeel | Aandeel      |
| Jaar | enkel nl | fr & nl | enkel fr | de & fr | enkel de | de & nl | de & fr & nl | enkel andere | enkel nl | fr & nl | enkel fr | de & fr | enkel de | de & nl | de & fr & nl |
| ---- | -------- | ------- | -------- | ------- | -------- | ------- | ------------ | ------------ | -------- | ------- | -------- | ------- | -------- | ------- | ------------ |
| 1846 | 63.883   |         | 7.139    |         | 61       |         |              |              | 89,9%    |         | 10,0%    |         | 0,1%     |         |              |
| 1866 | 62.733   | 4.374   | 7.326    | 42      | 51       | 41      | 60           | 69           | 84,1%    | 5,9%    | 9,8%     | 0,1%    | 0,1%     | 0,1%    | 0,1%         |
| 1880 | 62.472   | 5.853   | 6.696    | 53      | 37       | 278     | 478          | 23           | 82,3%    | 7,7%    | 8,8%     | 0,1%    | 0,0%     | 0,4%    | 0,6%         |
| 1890 | 64.282   | 11.012  | 6.786    | 87      | 65       | 346     | 733          | 29           | 77,2%    | 13,2%   | 8,1%     | 0,1%    | 0,1%     | 0,4%    | 0,9%         |
| 1900 | 62.937   | 12.944  | 6.314    | 44      | 35       | 192     | 416          | 4.692        | 75,9%    | 15,6%   | 7,6%     | 0,1%    | 0,0%     | 0,2%    | 0,5%         |
| 1910 | 72.038   | 12.790  | 6.652    | 129     | 18       | 104     | 259          | 5.373        | 78,3%    | 13,9%   | 7,2%     | 0,1%    | 0,0%     | 0,1%    | 0,3%         |
| 1920 | 78.597   | 12.241  | 6.398    | 53      | 16       | 55      | 213          | 5.064        | 80,6%    | 12,5%   | 6,6%     | 0,1%    | 0,0%     | 0,1%    | 0,2%         |
| 1930 | 89.529   | 11.360  | 6.634    | 180     | 1.656    | 340     | 512          | 7.531        | 81,2%    | 10,3%   | 6,0%     | 0,2%    | 1,5%     | 0,3%    | 0,5%         |
| 1947 | 100.071  | 17.355  | 5.732    | 126     | 1.014    | 1.386   | 2.920        | 7.719        | 77,8%    | 13,5    | 4,5%     | 0,1%    | 0,8%     | 1,1%    | 2,3%         |

Taal die meestal of uitsluitend gesproken wordt.
|      | Aantal  | Aantal | Aantal | Aandeel | Aandeel | Aandeel |
| Jaar | nl      | fr     | de     | nl      | fr      | de      |
| ---- | ------- | ------ | ------ | ------- | ------- | ------- |
| 1910 | 83.848  | 8.077  | 65     | 91,1%   | 8,8%    | 0,1%    |
| 1920 | 89.651  | 7.876  | 46     | 91,9%   | 8,1%    | 0,0%    |
| 1930 | 99.679  | 8.500  | 1.978  | 90,5%   | 7,7%    | 1,8%    |
| 1947 | 118.873 | 8.024  | 1.267  | 92,8%   | 6,3%    | 1,0%    |

Volgende gemeenten werden bij het vastleggen van de taalgrens in 1962 overgeheveld van het arrondissement Tongeren naar het arrondissement Luik.
Rukkelingen-aan-de-Jeker (Roclenge) - Bitsingen (Bassenge) - Wonck - Eben-Emael - Ternaaien (Lanaye)
Volgende gemeente werd bij het vastleggen van de taalgrens in 1962 overgeheveld van het arrondissement Tongeren naar het arrondissement Borgworm (Waremme).
Wouteringen (Otrange)

### Tongeren
Gekende talen
|      | Aantal   | Aantal  | Aantal   | Aantal  | Aantal   | Aantal  | Aantal       | Aantal       | Aandeel  | Aandeel | Aandeel  | Aandeel | Aandeel  | Aandeel | Aandeel      |
| Jaar | enkel nl | fr & nl | enkel fr | de & fr | enkel de | de & nl | de & fr & nl | enkel andere | enkel nl | fr & nl | enkel fr | de & fr | enkel de | de & nl | de & fr & nl |
| ---- | -------- | ------- | -------- | ------- | -------- | ------- | ------------ | ------------ | -------- | ------- | -------- | ------- | -------- | ------- | ------------ |
| 1846 | 6.256    |         | 101      |         | 12       |         |              |              | 98,2%    |         | 1,6%     |         | 0,2%     |         |              |
| 1866 | 5.652    | 1.185   | 163      | 5       | 11       | 12      | 13           | 0            | 80,3%    | 16,8%   | 2,3%     | 0,1%    | 0,2%     | 0,2%    | 0,2%         |
| 1880 | 6.786    | 699     | 265      | 7       | 25       | 9       | 32           | 3            | 86,7%    | 8,9%    | 3,4%     | 0,1%    | 0,3%     | 0,1%    | 0,4%         |
| 1890 | 5.969    | 2.225   | 227      | 18      | 8        | 16      | 126          | 7            | 69,5%    | 25,9%   | 2,6%     | 0,2%    | 0,1%     | 0,2%    | 1,5%         |
| 1900 | 5.797    | 2.771   | 209      | 2       | 1        | 8       | 62           | 496          | 65,5%    | 31,3%   | 2,4%     | 0,0%    | 0,0%     | 0,1%    | 0,7%         |
| 1910 | 6.456    | 3.019   | 271      | 32      | 1        | 12      | 53           | 538          | 65,6%    | 30,7%   | 2,8%     | 0,3%    | 0,0%     | 0,1%    | 0,5%         |
| 1920 | 6.841    | 3.065   | 293      | 1       | 3        | 2       | 73           | 509          | 66,6%    | 29,8%   | 2,9%     | 0,0%    | 0,0%     | 0,0%    | 0,7%         |
| 1930 | 7.682    | 3.014   | 280      | 7       | 0        | 5       | 154          | 465          | 68,9%    | 27,1%   | 2,5%     | 0,1%    | 0,0%     | 0,0%    | 1,4%         |
| 1947 | 8.216    | 4.013   | 229      | 12      | 0        | 26      | 540          | 502          | 63,0%    | 30,8%   | 1,8%     | 0,1%    | 0,0%     | 0,2%    | 4,1%         |

Taal die meestal of uitsluitend gesproken wordt.
|      | Aantal | Aantal | Aantal | Aandeel | Aandeel | Aandeel |
| Jaar | nl     | fr     | de     | nl      | fr      | de      |
| ---- | ------ | ------ | ------ | ------- | ------- | ------- |
| 1910 | 9.275  | 560    | 9      | 94,2%   | 5,7%    | 0,1%    |
| 1920 | 9.533  | 742    | 3      | 92,8%   | 7,2%    | 0,0%    |
| 1930 | 10.358 | 751    | 2      | 93,2%   | 6,8%    | 0,0%    |
| 1947 | 12.238 | 636    | 2      | 95,0%   | 4,9%    | 0,0%    |

### Alken
Gekende talen
|      | Aantal   | Aantal  | Aantal   | Aantal  | Aantal   | Aantal  | Aantal       | Aantal       | Aandeel  | Aandeel | Aandeel  | Aandeel | Aandeel  | Aandeel | Aandeel      |
| Jaar | enkel nl | fr & nl | enkel fr | de & fr | enkel de | de & nl | de & fr & nl | enkel andere | enkel nl | fr & nl | enkel fr | de & fr | enkel de | de & nl | de & fr & nl |
| ---- | -------- | ------- | -------- | ------- | -------- | ------- | ------------ | ------------ | -------- | ------- | -------- | ------- | -------- | ------- | ------------ |
| 1846 | 2.944    |         | 9        |         | 1        |         |              |              | 99,7%    |         | 0,3%     |         | 0,0%     |         |              |
| 1866 | 2.894    | 32      | 36       | 0       | 4        | 0       | 0            | 0            | 97,6%    | 1,1%    | 1,2%     | 0,0%    | 0,1%     | 0,0%    | 0,0%         |
| 1880 | 2.709    | 83      | 2        | 0       | 0        | 3       | 0            | 0            | 96,9%    | 3,0%    | 0,1%     | 0,0%    | 0,0%     | 0,1%    | 0,0%         |
| 1890 | 3.110    | 155     | 1        | 1       | 1        | 2       | 4            | 0            | 95,0%    | 4,7%    | 0,0%     | 0,0%    | 0,0%     | 0,1%    | 0,1%         |
| 1900 | 3.001    | 160     | 6        | 0       | 0        | 0       | 3            | 179          | 94,7%    | 5,0%    | 0,2%     | 0,0%    | 0,0%     | 0,0%    | 0,1%         |
| 1910 | 3.374    | 191     | 1        | 0       | 0        | 0       | 5            | 207          | 94,5%    | 5,3%    | 0,0%     | 0,0%    | 0,0%     | 0,0%    | 0,1%         |
| 1920 | 3.633    | 205     | 2        | 0       | 0        | 0       | 4            | 200          | 94,5%    | 5,3%    | 0,1%     | 0,0%    | 0,0%     | 0,0%    | 0,1%         |
| 1930 | 4.235    | 120     | 7        | 0       | 1        | 0       | 6            | 239          | 96,9%    | 2,7%    | 0,2%     | 0,0%    | 0,0%     | 0,0%    | 0,1%         |
| 1947 | 4.998    | 265     | 5        | 0       | 1        | 3       | 41           | 286          | 94,1%    | 5,0%    | 0,1%     | 0,0%    | 0,0%     | 0,1%    | 0,8%         |

Taal die meestal of uitsluitend gesproken wordt.
|      | Aantal | Aantal | Aantal | Aandeel | Aandeel | Aandeel |
| Jaar | nl     | fr     | de     | nl      | fr      | de      |
| ---- | ------ | ------ | ------ | ------- | ------- | ------- |
| 1910 | 3.554  | 17     | 0      | 99,5%   | 0,5%    | 0,0%    |
| 1920 | 3.820  | 24     | 0      | 99,4%   | 0,6%    | 0,0%    |
| 1930 | 4.351  | 17     | 1      | 99,6%   | 0,4%    | 0,0%    |
| 1947 | 5.276  | 24     | 1      | 99,5%   | 0,5%    | 0,0%    |

### Bilzen
Gekende talen
|      | Aantal   | Aantal  | Aantal   | Aantal  | Aantal   | Aantal  | Aantal       | Aantal       | Aandeel  | Aandeel | Aandeel  | Aandeel | Aandeel  | Aandeel | Aandeel      |
| Jaar | enkel nl | fr & nl | enkel fr | de & fr | enkel de | de & nl | de & fr & nl | enkel andere | enkel nl | fr & nl | enkel fr | de & fr | enkel de | de & nl | de & fr & nl |
| ---- | -------- | ------- | -------- | ------- | -------- | ------- | ------------ | ------------ | -------- | ------- | -------- | ------- | -------- | ------- | ------------ |
| 1846 | 3.424    |         | 31       |         | 1        |         |              |              | 99,1%    |         | 0,9%     |         | 0,0%     |         |              |
| 1866 | 3.296    | 243     | 3        | 1       | 0        | 3       | 10           | 0            | 92,7%    | 6,8%    | 0,1%     | 0,0%    | 0,0%     | 0,1%    | 0,3%         |
| 1880 | 623      | 1.034   | 19       | 0       | 0        | 236     | 384          | 0            | 27,1%    | 45,0%   | 0,8%     | 0,0%    | 0,0%     | 10,3%   | 16,7%        |
| 1890 | 912      | 1.083   | 19       | 0       | 0        | 250     | 354          | 0            | 34,8%    | 41,4%   | 0,7%     | 0,0%    | 0,0%     | 9,5%    | 13,5%        |
| 1900 | 1.172    | 1.312   | 21       | 0       | 0        | 95      | 73           | 143          | 43,8%    | 49,1%   | 0,8%     | 0,0%    | 0,0%     | 3,6%    | 2,7%         |
| 1910 | 2.557    | 578     | 29       | 0       | 0        | 0       | 3            | 177          | 80,7%    | 18,3%   | 0,9%     | 0,0%    | 0,0%     | 0,0%    | 0,1%         |
| 1920 | 2.959    | 392     | 21       | 0       | 3        | 0       | 14           | 207          | 87,3%    | 11,6%   | 0,6%     | 0,0%    | 0,1%     | 0,0%    | 0,4%         |
| 1930 | 3.420    | 351     | 13       | 0       | 1        | 2       | 25           | 231          | 89,7%    | 9,2%    | 0,3%     | 0,0%    | 0,0%     | 0,1%    | 0,7%         |
| 1947 | 4.052    | 644     | 19       | 0       | 1        | 13      | 101          | 211          | 83,9%    | 13,3%   | 0,4%     | 0,0%    | 0,0%     | 0,3%    | 2,1%         |

Taal die meestal of uitsluitend gesproken wordt.
|      | Aantal | Aantal | Aantal | Aandeel | Aandeel | Aandeel |
| Jaar | nl     | fr     | de     | nl      | fr      | de      |
| ---- | ------ | ------ | ------ | ------- | ------- | ------- |
| 1910 | 3.138  | 29     | 0      | 99,1%   | 0,9%    | 0,0%    |
| 1920 | 3.300  | 85     | 4      | 97,4%   | 2,5%    | 0,1%    |
| 1930 | 3.767  | 44     | 1      | 98,8%   | 1,2%    | 0,0%    |
| 1947 | 4.773  | 46     | 2      | 99,0%   | 1,0%    | 0,0%    |

### Eisden
Gekende talen
|      | Aantal   | Aantal  | Aantal   | Aantal  | Aantal   | Aantal  | Aantal       | Aantal       | Aandeel  | Aandeel | Aandeel  | Aandeel | Aandeel  | Aandeel | Aandeel      |
| Jaar | enkel nl | fr & nl | enkel fr | de & fr | enkel de | de & nl | de & fr & nl | enkel andere | enkel nl | fr & nl | enkel fr | de & fr | enkel de | de & nl | de & fr & nl |
| ---- | -------- | ------- | -------- | ------- | -------- | ------- | ------------ | ------------ | -------- | ------- | -------- | ------- | -------- | ------- | ------------ |
| 1846 | 385      |         | 0        |         | 0        |         |              |              | 100,0%   |         | 0,0%     |         | 0,0%     |         |              |
| 1866 | 453      | 11      | 1        | 0       | 0        | 0       | 0            | 0            | 97,4%    | 2,4%    | 0,2%     | 0,0%    | 0,0%     | 0,0%    | 0,0%         |
| 1880 | 491      | 24      | 0        | 0       | 0        | 2       | 0            | 0            | 95,0%    | 4,6%    | 0,0%     | 0,0%    | 0,0%     | 0,4%    | 0,0%         |
| 1890 | 562      | 27      | 0        | 0       | 0        | 5       | 1            | 0            | 94,5%    | 4,5%    | 0,0%     | 0,0%    | 0,0%     | 0,8%    | 0,2%         |
| 1900 | 536      | 40      | 1        | 0       | 0        | 3       | 1            | 23           | 92,3%    | 6,9%    | 0,2%     | 0,0%    | 0,0%     | 0,5%    | 0,2%         |
| 1910 | 593      | 45      | 2        | 0       | 0        | 4       | 2            | 66           | 91,8%    | 7,0%    | 0,3%     | 0,0%    | 0,0%     | 0,6%    | 0,3%         |
| 1920 | 888      | 158     | 87       | 0       | 3        | 4       | 14           | 96           | 76,9%    | 13,7%   | 7,5%     | 0,0%    | 0,3%     | 0,3%    | 1,2%         |
| 1930 | 1.513    | 239     | 549      | 130     | 1.335    | 244     | 132          | 1.935        | 36,5%    | 5,8%    | 13,3%    | 3,1%    | 32,2%    | 5,9%    | 3,2%         |
| 1947 | 3.901    | 689     | 391      | 48      | 447      | 799     | 663          | 1.061        | 56,2%    | 9,9%    | 5,6%     | 0,7%    | 6,4%     | 11,5%   | 9,6%         |

Taal die meestal of uitsluitend gesproken wordt.
|      | Aantal | Aantal | Aantal | Aandeel | Aandeel | Aandeel |
| Jaar | nl     | fr     | de     | nl      | fr      | de      |
| ---- | ------ | ------ | ------ | ------- | ------- | ------- |
| 1910 | 640    | 6      | 0      | 99,1%   | 0,9%    | 0,0%    |
| 1920 | 1.041  | 110    | 3      | 90,2%   | 9,5%    | 0,3%    |
| 1930 | 1.850  | 671    | 1.603  | 44,9%   | 16,3%   | 38,9%   |
| 1947 | 5.549  | 760    | 615    | 80,1%   | 11,0%   | 8,9%    |

### Lanaken
Gekende talen
|      | Aantal   | Aantal  | Aantal   | Aantal  | Aantal   | Aantal  | Aantal       | Aantal       | Aandeel  | Aandeel | Aandeel  | Aandeel | Aandeel  | Aandeel | Aandeel      |
| Jaar | enkel nl | fr & nl | enkel fr | de & fr | enkel de | de & nl | de & fr & nl | enkel andere | enkel nl | fr & nl | enkel fr | de & fr | enkel de | de & nl | de & fr & nl |
| ---- | -------- | ------- | -------- | ------- | -------- | ------- | ------------ | ------------ | -------- | ------- | -------- | ------- | -------- | ------- | ------------ |
| 1846 | 1.836    |         | 60       |         | 15       |         |              |              | 96,1%    |         | 3,1%     |         | 0,8%     |         |              |
| 1866 | 2.169    | 44      | 8        | 1       | 5        | 8       | 0            | 0            | 97,0%    | 2,0%    | 0,4%     | 0,0%    | 0,2%     | 0,4%    | 0,0%         |
| 1880 | 2.192    | 143     | 17       | 2       | 2        | 0       | 0            | 0            | 93,0%    | 6,1%    | 0,7%     | 0,1%    | 0,1%     | 0,0%    | 0,0%         |
| 1890 | 2.460    | 257     | 17       | 1       | 4        | 3       | 24           | 0            | 88,9%    | 9,3%    | 0,6%     | 0,0%    | 0,1%     | 0,1%    | 0,9%         |
| 1900 | 2.634    | 222     | 20       | 3       | 1        | 5       | 46           | 184          | 89,9%    | 7,6%    | 0,7%     | 0,1%    | 0,0%     | 0,2%    | 1,6%         |
| 1910 | 3.284    | 203     | 41       | 3       | 1        | 13      | 12           | 233          | 92,3%    | 5,7%    | 1,2%     | 0,1%    | 0,0%     | 0,4%    | 0,3%         |
| 1920 | 3.570    | 231     | 52       | 2       | 0        | 0       | 5            | 207          | 92,5%    | 6,0%    | 1,3%     | 0,1%    | 0,0%     | 0,0%    | 0,1%         |
| 1930 | 4.320    | 245     | 40       | 1       | 2        | 11      | 27           | 263          | 93,0%    | 5,3%    | 0,9%     | 0,0%    | 0,0%     | 0,2%    | 0,6%         |
| 1947 | 4.592    | 1.026   | 32       | 2       | 3        | 72      | 269          | 298          | 76,6%    | 17,1%   | 0,5%     | 0,0%    | 0,1%     | 1,2%    | 4,5%         |

Taal die meestal of uitsluitend gesproken wordt.
|      | Aantal | Aantal | Aantal | Aandeel | Aandeel | Aandeel |
| Jaar | nl     | fr     | de     | nl      | fr      | de      |
| ---- | ------ | ------ | ------ | ------- | ------- | ------- |
| 1910 | 3.474  | 82     | 1      | 97,7%   | 2,3%    | 0,0%    |
| 1920 | 3.778  | 82     | 0      | 97,9%   | 2,1%    | 0,0%    |
| 1930 | 4.547  | 96     | 3      | 97,9%   | 2,1%    | 0,1%    |
| 1947 | 5.903  | 76     | 12     | 98,5%   | 1,3%    | 0,2%    |

### Overige gemeenten van het arrondissement
Deze overige gemeenten (met minder dan 5.000 inwoners) vertegenwoordigden bij de eerste telling van 1846 ongeveer 78,8% van het totaal aantal inwoners van het arrondissement en bij de laatste telling van 1947 ongeveer 71,8%.
Gekende talen
|      | Aantal   | Aantal  | Aantal   | Aantal  | Aantal   | Aantal  | Aantal       | Aantal       | Aandeel  | Aandeel | Aandeel  | Aandeel | Aandeel  | Aandeel | Aandeel      |
| Jaar | enkel nl | fr & nl | enkel fr | de & fr | enkel de | de & nl | de & fr & nl | enkel andere | enkel nl | fr & nl | enkel fr | de & fr | enkel de | de & nl | de & fr & nl |
| ---- | -------- | ------- | -------- | ------- | -------- | ------- | ------------ | ------------ | -------- | ------- | -------- | ------- | -------- | ------- | ------------ |
| 1846 | 49.038   |         | 6.938    |         | 32       |         |              |              | 87,6%    |         | 12,4%    |         | 0,1%     |         |              |
| 1866 | 48.269   | 2.859   | 7.115    | 35      | 31       | 18      | 37           | 69           | 82,7%    | 4,9%    | 12,2%    | 0,1%    | 0,1%     | 0,0%    | 0,1%         |
| 1880 | 49.671   | 3.870   | 6.393    | 44      | 10       | 28      | 62           | 20           | 82,7%    | 6,4%    | 10,6%    | 0,1%    | 0,0%     | 0,0%    | 0,1%         |
| 1890 | 51.269   | 7.265   | 6.522    | 67      | 52       | 70      | 224          | 22           | 78,3%    | 11,1%   | 10,0%    | 0,1%    | 0,1%     | 0,1%    | 0,3%         |
| 1900 | 49.797   | 8.439   | 6.057    | 39      | 33       | 81      | 231          | 3.667        | 77,0%    | 13,0%   | 9,4%     | 0,1%    | 0,1%     | 0,1%    | 0,4%         |
| 1910 | 55.774   | 8.754   | 6.308    | 94      | 16       | 75      | 184          | 4.152        | 78,3%    | 12,3%   | 8,9%     | 0,1%    | 0,0%     | 0,1%    | 0,3%         |
| 1920 | 60.706   | 8.190   | 5.943    | 50      | 7        | 49      | 103          | 3.845        | 80,9%    | 10,9%   | 7,9%     | 0,1%    | 0,0%     | 0,1%    | 0,1%         |
| 1930 | 68.359   | 7.391   | 5.745    | 42      | 317      | 78      | 168          | 4.398        | 83,3%    | 9,0%    | 7,0%     | 0,1%    | 0,4%     | 0,1%    | 0,2%         |
| 1947 | 74.312   | 10.718  | 5.056    | 64      | 562      | 473     | 1.306        | 5.361        | 80,3%    | 11,6%   | 5,5%     | 0,1%    | 0,6%     | 0,5%    | 1,4%         |

Taal die meestal of uitsluitend gesproken wordt.
|      | Aantal | Aantal | Aantal | Aandeel | Aandeel | Aandeel |
| Jaar | nl     | fr     | de     | nl      | fr      | de      |
| ---- | ------ | ------ | ------ | ------- | ------- | ------- |
| 1910 | 63.767 | 7.383  | 55     | 89,6%   | 10,4%   | 0,1%    |
| 1920 | 68.179 | 6.833  | 36     | 90,8%   | 9,1%    | 0,0%    |
| 1930 | 74.806 | 6.921  | 368    | 91,1%   | 8,4%    | 0,4%    |
| 1947 | 85.134 | 6.482  | 635    | 92,3%   | 7,0%    | 0,7%    |